# دهستان قلعه‌دره‌سی
دهستان قلعه‌دره‌سی، یکی از دهستان‌های بخش مرکزی شهرستان ماکو در استان آذربایجان غربی ایران است.

## جمعیت
براساس سرشماری مرکز آمار ایران در سال ۱۳۹۵، جمعیت این دهستان برابر با ۱۳٬۹۶۲ نفر (۳٬۹۰۸ خانوار) بوده‌است. 